# Sierra de Enmedio (Murcia)
La sierra de Enmedio, perteneciente al complejo Nevado-Fiábride, se localiza al sur del término municipal de Puerto Lumbreras (Región de Murcia) y al norte de la diputación lorquina de Almendricos. Debe su nombre a su emplazamiento, pues se sitúa entre las sierras del Cabezo de la Jara y La Carrasquilla.

Va desde Puerto Lumbreras a Orihuela.
Está catalogada como LIC (Lugar de Importancia Comunitaria). Destaca la presencia de algunas especies protegidas como el águila perdicera o la tortuga mora (Testudo Graeca), un quelonio considerado de interés comunitario e incluido en el anexo IV de la Directiva de Hábitat (92/43/CEE), que hace referencia a las especies animales y vegetales que requieren una protección estricta. 

## Relieve y geología

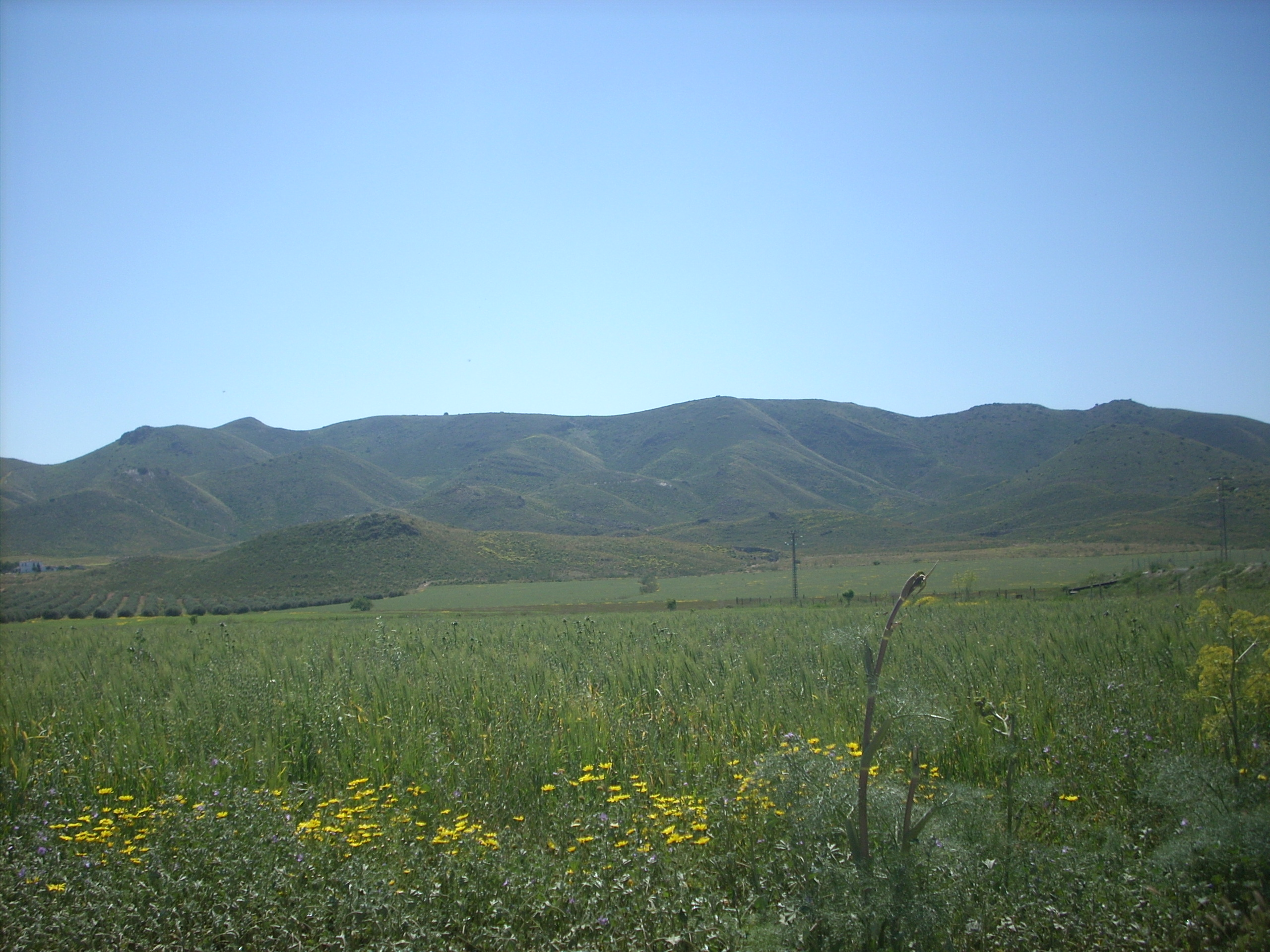
Sierra de Enmedio

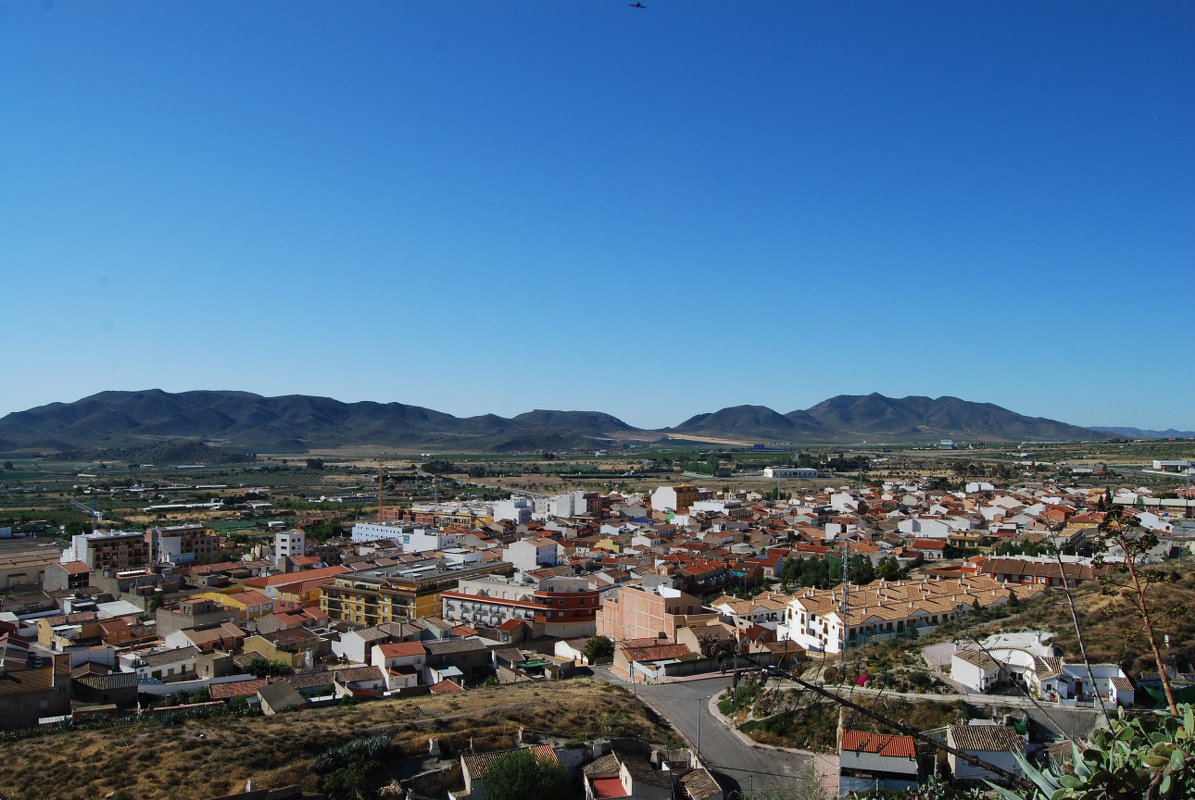
Sierra de Enmedio

En la sierra de Enmedio sobresalen el cerro del Medro (856 m), el cabezo de  los Gabrieles  (693 m s. n. m.), el cerro de la Ermita (627 m s. n. m.) y el cabezo de la Paja (568 m s. n. m.). Está constituida por pizarras, filitas y cuarcitas, así como por afloramientos de diabasas y metabasitas de origen endógeno. En ella se han catalogado cuatro L.I.G.s (Lugares de Interés Geológico). Destacan las mineralizaciones de hierro, que fueron explotadas a principios del siglo XX con una extracción global de 1,5 millones de toneladas con una ley media del 43% de Fe. Actualmente quedan activas cuatro canteras, dos situadas al suroeste, que extraen materiales volcánicos como diabasas y metabasitas (pórfido u ofita) y otras dos, localizadas en la vertiente nororiental de la sierra, que extraen calizas. 

## Naturaleza
La vegetación de la sierra de Enmedio ofrece grandes contrastes, entre el amarillo homogéneo del espartizal al verde más oscuro de una maquia en buen estado y los grupos aislados de pino carrasco, acebuches y carrascas, situados sobre todo en el tercio medio y superior de la sierra. Además, hay lentiscos, coscojas, enebros de porte arbóreo y matorrales, mayoritariamente tomillares. 

En cuanto a la fauna, la sierra se caracteriza por la presencia de algunas especies protegidas como el águila perdicera, el halcón pelegrino o la tortuga mora. La sierra cuenta además con tres reservas protegidas, una de ellas dentro de la zona con categoría de protección L.I.C. creadas mediante la firma de convenios  de la Fundación Global Nature con los propietarios, que implica a estos en la conservación y gestión del territorio y de sus recursos biológicos, y que suma un total de 380 ha.

## Arqueología
En la sierra de Enmedio se conocen varios yacimientos  que documentan la importancia de este sector desde la Prehistoria, tanto por el control de los terrenos llanos que la rodean como por la explotación de sus recursos mineros. Una prueba de esta explotación se tiene en una tumba excavada en el poblado argárico de Los Cipreses y que contenía una losa procedente de afloramientos rocosos de la sierra, situada a 10 km de distancia de éste yacimiento.

La evidencia de hábitat más antigua se encuentra en la Cueva del Rayo, un abrigo con una ocupación prehistórica que se extendería entre el Paleolítico Superior y el Neolítico). Muy cerca se localiza el yacimiento argárico de Cañada de Alba, excavado en el primer cuarto del siglo XX por el Conde de la Vega del Sella, quien llegó a documentar un total de 30 túmulos, supuestamente funerarios, aunque no pudo encontrar restos de inhumaciones.